# Râul Valea lui Ion, Vedea
Râul Valea lui Ion este un curs de apă, afluent al Râului Câinelui. 